# Mesnil-la-Comtesse
Mesnil-la-Comtesse är en kommun i departementet Aube i regionen Grand Est (tidigare regionen Champagne-Ardenne) i nordöstra Frankrike. Kommunen ligger  i kantonen Ramerupt som ligger i arrondissementet Troyes. År 2022 hade Mesnil-la-Comtesse 56 invånare.

## Befolkningsutveckling
Antalet invånare i kommunen Mesnil-la-Comtesse
Referens: INSEE